# 주오 본선

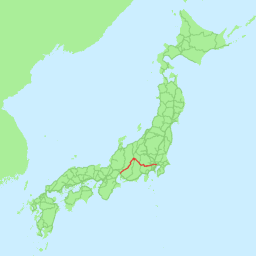
주오 본선

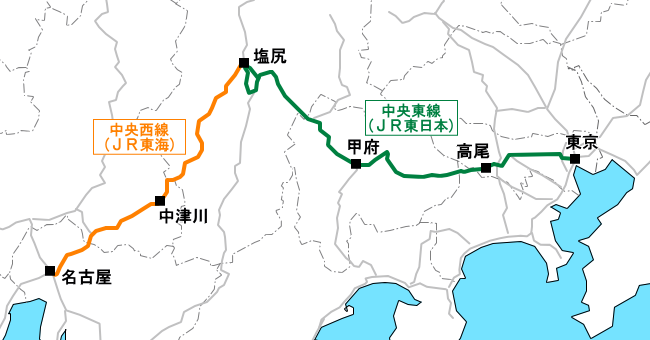
주오 본선 JR 관할 노선도

주오 본선(일본어: 中央本線 주오혼센[*])은 일본 도쿄도 지요다구의 도쿄역과 아이치현 나고야시의 나고야역을 잇는 철도 노선이다. 시오지리역을 기준으로 동쪽 구간은 동일본여객철도, 서쪽 구간은 도카이 여객철도의 관할구간이다.
동일본여객철도 관할구간은 주오 동선(일본어: 中央東線 주오토센[*]), 도카이 여객철도 관할구간을 주오 서선(일본어: 中央西線 주오사이센[*])이라고 부른다.

## 노선 자료
- 이텔릭체는 철도요람상의 데이터를 말함.
- 관할·노선거리(영업거리)
  - 도쿄 - 나고야　전체 424.6km
  - 간다 - 요요기·신주쿠 - 나고야　전체 422.6km
  - 동일본여객철도(제1 사업자)
    - 도쿄 - 시오지리　222.1km
      - 간다 - 요요기　8.3km
      - 신주쿠 - 시오지리　211.8km

    - 오카야 - 다쓰노 - 시오지리　27.7km

  - 도카이 여객철도(제1 사업자)
    - 시오지리 - 나고야　174.8km (가나야마 - 나고야 간 3.3km은 도카이도 본선과 겹침)

  - 일본화물철도(제2 사업자)
    - 신주쿠 - 시오지리　(211.8km)
    - 오카야 - 다츠노 - 시오지리　(27.7km)
    - 시오지리 - 나고야　(174.8km)
- 역 수: 112역(JR동일본 73역, JR도카이 39역. 출발역 및 마지막역 포함. JR도카이는 시오지리 제외. JR동일본은 도쿄역 포함.)
- 복선구간:
  - 복복선 이상:
    - 오차노미즈 - 미타카

  - 복선:
    - 도쿄 - 오차노미즈
    - 미타카 - 후몬지 신호장
    - 오카야 - 미도리코 - 시오지리
    - 시오지리 - 니에카와
    - 나라이 - 미야노코시
    - 하라노 - 구라모토
    - 주니카네 - 나고야

  - 단선:
    - 후몬지 신호장 - 오카야
    - 오카야 - 다쓰노 - 시오지리
    - 니에카와 - 나라이
    - 미야노코시 - 하라노
    - 구라모토 - 주니카네
- 전화구간: 전 구간(직류 1500V)
- 폐색방식: (복선 및 단선)자동폐색식
  - 도쿄 - 시오지리 ATS-P
  - 오카야 - 미도리코 - 시오지리 ATS-SN
  - 시오지리 - 나고야 ATS-ST

## 운행 형태

### 광역 운송
정기적으로 주오 본선 전구간을 운행하는 열차는 없으며 임시열차로만 운행되고 있다.

#### 주오히가시 선
특급 아즈사 호 및 슈퍼 아즈사 호가 신주쿠(지바에서 출발하는 열차도 1편성 있다.)을 출발하여 시오지리를 거쳐 시노노이 선의 마쓰모토역이나 오이토 선의 하쿠바나 미나미오타리까지 운행한다.(주말이나 공휴일에는 증편 운행하며 상행선 열차 열차 중에 도쿄나 지바행도 있다.)
또한 신주쿠(일부는 도쿄)에서 출발하는 특급 가이지 호나 주말이나 휴일에 요코하마에서 출발하는 하마카이지 호는 고후 또는 그 부근의 역까지 운행한다. 그리고 나가노현안에서의 광역운송은 신에쓰 본선의 나가노과 이다선의 이다, 또는 덴류코과 연결되는 쾌속 미스즈 호가 시오지리 - 다쓰노구간(도중미도리 호, 오카야를 경유해 같은 역에서 방향전환 후 운행)에서 운행한다.
다음은 많이 운행되는 임시열차이다.
- 야간 쾌속 문라이트 신슈, 판타지 마이하마
- 홀리데이 쾌속 뷰 야마나시

#### 주오니시 선
나고야역 (일부 오사카역)에서 시노노이 선을 경유하여 신에쓰 본선 나가노역까지 특급 와이드 뷰 시나노 호가 운행 중이다. 또 시나노 호 임시 열차 중에 오이토 선 시나노오마치 방면으로 직통운행 하는 것도 있다. 휴일에는 나고야 역 ~ 나카쓰카와 역 간에 운행하는 정기 열차 중에는 시오지리 역까지 쾌속 '나이스 홀리데이 기소지 호'로 운행되는 것도 있다.

### 지역 운송

#### 도쿄 - 다카오 (오쓰키)
이른바 도쿄도시권 수송구간에서, 오차노미즈 - 미타카 구간은 복복선이다. 완급 분리 운행을 하고 있으며 각각 '완행선', '쾌속선'(또는 '급행선')으로 불리고 있다. 일반적으로 이용객에게는 '각역정차' 및 '쾌속전철'(주오 쾌속)로 안내하고 있다.
소부 선을 직결운행하는 각역정차 열차가 완행선으로 운행한다. 이 열차의 운행구간은 지바 - 미타카(이른아침이나 심야에는 무사시코가네이나 다치카와까지도 운행)구간이며 나카노 - 미타카 구간은 지하철 도자이 선과 직결운행을 실시하는 경우도 있다. 자세한 내용은 주오·소부 완행선 및 도쿄 지하철 도자이 선 문서를 참조하길 바란다.
도쿄에서 다카오 구간은 옛날부터 주오 쾌속선으로 운행되나 도시권이 확대되면서 오쓰키까지 운행하는 열차도 늘어나고 있다. 일부 열차는 후지 급행 선을 통해 가와구치 호 역까지 운행을 실시하고 있다.

#### 다카오 (다치카와, 하치오지) - 시오지리
이른바 중거리전철구간이다. 다카오 (일부 다치카와, 하치오지|에서 고후를 거쳐 시오지리, 시노노이 선의 마쓰모토까지 운행한다. 고후, 고부치자와, 후지미발 열차나 이다선에서 직결운행하는 열차 중에서는 마쓰모토를 거쳐 신에쓰 본선의 나가노까지 운행하는 경우도 있다. 또한 오이토 선에도 일부 열차가 직결운행을 한다.
오카야 - 시오지리 구간은 원칙적으로 본선(미도리 호역)을 경유한다. 다치카와, 다카오까지 운행하는 열차는 6량편성이 기본이지만 야마나시현과 나가노현을 연계운행하는 열차는 3량편성을 하는 경우도 있다.

#### 지선구간(다쓰노 지선)
지선구간은 이다선 직결운행열차(지노역, 가미스와역, 오카야역, 시오지리역, 나가노역에서 출발)과 일부 다쓰노 경유 열차만 운행한다. 특히 이다선 직결운행열차가 태반이기 때문에 이다선의 일부로 인식되는 경우도 있다. 이 구간은 동일본 여객철도 관할이므로 이다선에서 출발하는 열차는 다쓰노역에서 승무원을 교대한다.
이 구간은 주오 본선 중에서도 적게 운행하는 구간이며 현지에서는 '다쓰노 선'이라고 불린다.

#### 시오지리 - 나카쓰카와
시오지리역에서 나카쓰카와 역까지는 비교적 적은 편수로 운행하고 있다. 보통 열차는 기본적으로 1인 승무형 도카이 여객철도 313계 전동차 2량 편성으로 1왕복을 제외하고 시노노이 선 마쓰모토역까지 운행한다. 또 동일본 여객철도 나가노 종합 차량 센터 소속의 115계 전동차도 사용되고 있다. 일부 열차는 마쓰모토 역 ~ 기소후쿠시마역, 아게마쓰역간, 나카쓰카와 역 ~ 사카시타역, 미나미키소 역간의 구간 운전 열차 (일부 나고야 역에서의 직통 열차 포함)나 미나미키소 역에서 나고야역까지 직통하는 열차와 나카쓰카와 직전의 진료역에서 마쓰모토 역까지 운전되는 열차 (모두 조조 시간대)도 존재한다.

#### 나카쓰카와 - 나고야
나카쓰카와 역에서 나고야역까지의 구간은 나고야권의 통근 노선으로서 쾌속, 센트럴 라이너, 홈 라이너가 운행되고 있다. 또 이 구간은 가스가이시의 고조지 뉴타운을 시작으로 나고야 통근권으로 택지 개발을 하고 있는 지역이다. 게다가 나고야 남부지역의 사철들이 시내 중심가인 나고야 역에서 끊기기 때문에, 주오 본선 연선에 경합 사철이 없다. 그렇기 때문에 나고야권의 도카이도 본선 (도카이 여객철도 구간)·간사이 본선으로부터의 승차율이 낮지 않다. 그래서 현재 사용하고 있는 3도어 롱 시트 차량인 일본국유철도 211계 전동차가 아닌 3도어 세미크로스 시트 차량인 도카이 여객철도 313계 전동차가 출퇴근 시간대에 운행되기도 한다. 출퇴근 시간대에는 10량 편성으로 운용되는 편성과 대낮의 3~4량 정도의 짧은 편성의 열차도 존재하여 시간별 수송력의 차이가 크다.
2005년 일본 아이치 국제 박람회 개최에 맞추어 2005년 3월 1일부터 나고야 역 ~ 고조지역 경유 아이치 환상 철도선 만파쿠야쿠사 역까지 직통 운전하는 '엑스포 셔틀 호'의 운행이 같은 해 9월 30일까지 운행되었고 이용자들의 요구에 따라 10월 1일부터는 나고야 ~ 고조지 ~ 세토구치·오카자키 간의 상호 직통 운전이 이루어지고 있다.

## 역 목록

### JR동일본

#### 주오 쾌속선
다카오에서 도쿄까지 정차역은 주오 쾌속선 역 목록을 참조하기 바람. 또한 도쿄에서 출발하여 오쓰키까지 운행하는 열차(통근톡쾌, 주오특쾌, 통근쾌속, 쾌속, 각역정차)는 다카오에서 오쓰키까지 각 역에 정차 함.
| 역명                   | 도쿄에서의영업거리 | 접속노선                                                                                              | 소재지                  | 소재지                  |
| ---------------------- | ------------------ | --- | ----------------------- | ----------------------- |
| 다카오 (JC 24)         | 53.1               | 게이오 전철: 다카오 선                                                                                | 도쿄도 하치오지시       | 도쿄도 하치오지시       |
| 사가미 호 (JC 25)      | 62.6               | | 가나가와현 사가미하라시 | 가나가와현 사가미하라시 |
| 후지노 (JC 26)         | 66.3               | | 가나가와현 사가미하라시 | 가나가와현 사가미하라시 |
| 우에노하라 (JC 27)     | 69.8               | | 야마나시현              | 우에노하라시            |
| 시오쓰 (JC 28)         | 74.0               | | 야마나시현              | 우에노하라시            |
| 야나가와 (JC 29)       | 77.6               | | 야마나시현              | 오쓰키시                |
| 도리사와 (JC 30)       | 81.2               | | 야마나시현              | 오쓰키시                |
| 사루하시 (JC 31)       | 85.3               | | 야마나시현              | 오쓰키시                |
| 오쓰키 (JC 32)         | 87.8               | 후지 급행: 오쓰키 선 (일부 직결 운행)                                                                 | 야마나시현              | 오쓰키시                |
| 하쓰카리 (CO 33)       | 93.9               | | 야마나시현              | 오쓰키시                |
| 사사고 (CO 34)         | 100.4              | | 야마나시현              | 오쓰키시                |
| 가이야마토 (CO 35)     | 106.5              | | 야마나시현              | 고슈시                  |
| 가쓰누마부도쿄 (CO 36) | 112.5              | | 야마나시현              | 고슈시                  |
| 엔잔 (CO 37)           | 116.9              | | 야마나시현              | 고슈시                  |
| 히가시야마나시 (CO 38) | 120.1              | | 야마나시현              | 야마나시시              |
| 야마나시 시 (CO 39)    | 122.2              | | 야마나시현              | 야마나시시              |
| 가쓰가이초 (CO 40)     | 125.0              | | 야마나시현              | 후에후키시              |
| 이사와 온천 (CO 41)    | 127.8              | | 야마나시현              | 후에후키시              |
| 사카오리 (CO 42)       | 131.2              | | 야마나시현              | 고후시                  |
| 고후 (CO 43)           | 134.1              | 도카이 여객철도: 미노부 선                                                                            | 야마나시현              | 고후시                  |
| 류오 (CO 44)           | 138.6              | | 야마나시현              | 가이시                  |
| 시오자키 (CO 45)       | 142.7              | | 야마나시현              | 가이시                  |
| 니라사키 (CO 46)       | 147.0              | | 야마나시현              | 니라사키시              |
| 신푸 (CO 47)           | 151.2              | | 야마나시현              | 니라사키시              |
| 아나야마 (CO 48)       | 154.7              | | 야마나시현              | 니라사키시              |
| 히노하루 (CO 49)       | 160.1              | | 야마나시현              | 호쿠토시                |
| 나가사카 (CO 50)       | 166.3              | | 야마나시현              | 호쿠토시                |
| 고부치자와 (CO 51)     | 173.7              | 동일본 여객철도: 고우미 선                                                                            | 야마나시현              | 호쿠토시                |
| 시나노사카이           | 178.2              | | 나가노현                | 스와군 후지미정         |
| 후지미                 | 182.9              | | 나가노현                | 스와군 후지미정         |
| 스즈란노사토           | 186.1              | | 나가노현                | 스와군 후지미정         |
| 아오야기               | 188.0              | | 나가노현                | 지노시                  |
| 지노                   | 195.2              | | 나가노현                | 지노시                  |
| 후몬지 신호장          | (198.9)            | | 나가노현                | 스와시                  |
| 가미스와               | 201.9              | | 나가노현                | 스와시                  |
| 시모스와               | 206.3              | | 나가노현                | 스와군 시모스와정       |
| 오카야                 | 210.4              | 동일본 여객철도: 주오 본선(다츠노 방면)                                                               | 나가노현                | 오카야시                |
| 미도리 호              | 218.2              | | 나가노현                | 시오지리시              |
| 시오지리               | 222.1              | 동일본 여객철도: 주오 본선(다츠노 방면)·시노노이 선(직결운행) 도카이 여객철도: 주오 본선(나고야 방면) | 나가노현                | 시오지리시              |

#### 다쓰노 지선
| 역명           | 도쿄부터의 영업거리 | 접속노선                                                                                                 | 소재지   | 소재지              |
| -------------- | ------------------- | --- | -------- | ------------------- |
| 오카야         | 210.4               | 동일본 여객철도: 주오 본선(미도리 호, 가미스와 방면)                                                     | 나가노현 | 오카야시            |
| 가와기시       | 213.9               | | 나가노현 | 오카야시            |
| 다쓰노         | 219.9               | 도카이 여객철도: 이다선                                                                                  | 나가노현 | 가미이나군 다쓰노정 |
| 시나노카와시마 | 224.2               | | 나가노현 | 가미이나군 다쓰노정 |
| 오노           | 228.2               | | 나가노현 | 가미이나군 다쓰노정 |
| 시오지리       | 238.1               | 동일본 여객철도: 주오 본선(미도리 호 방면)·시노노이 선(직결운행) 도카이 여객철도: 주오 본선(나고야 방면) | 나가노현 | 시오지리시          |

### JR도카이

#### 시오지리 ~ 나카쓰가와
| 역명                 | 도쿄부터의 영업거리 | 접속노선                                                                 | 소재지              | 소재지              |
| -------------------- | ------------------- | ------------------------------------------------------------------------ | ------------------- | ------------------- |
| 시오지리             | 222.1               | 동일본 여객철도: 시노노이 선(직결운행) 주오 본선(오카야 호, 다츠노 방면) | 나가노현            | 시오지리시          |
| 세바                 | 226.3               |                                                                          | 나가노현            | 시오지리시          |
| 히데시오             | 231.0               |                                                                          | 나가노현            | 시오지리시          |
| 니에카와             | 236.2               |                                                                          | 나가노현            | 시오지리시          |
| 기소히라사와         | 241.4               |                                                                          | 나가노현            | 시오지리시          |
| 나라이               | 243.2               |                                                                          | 나가노현            | 시오지리시          |
| 야부하라             | 249.8               |                                                                          | 나가노현            | 기소군 기소촌       |
| 미야노코시           | 255.5               |                                                                          | 나가노현            | 기소군 기소정       |
| 하라노               | 258.3               |                                                                          | 나가노현            | 기소군 기소정       |
| 기소후쿠시마 (CF 30) | 263.8               |                                                                          | 나가노현            | 기소군 기소정       |
| 아게마쓰 (CF 29)     | 271.1               |                                                                          | 나가노현            | 기소군 아게마쓰정   |
| 구라모토             | 277.7               |                                                                          | 나가노현            | 기소군 아게마쓰정   |
| 스하라               | 282.5               |                                                                          | 나가노현            | 기소군 오쿠와촌     |
| 오쿠와               | 285.8               |                                                                          | 나가노현            | 기소군 오쿠와촌     |
| 노지리               | 288.8               |                                                                          | 나가노현            | 기소군 오쿠와촌     |
| 주니카네             | 292.5               |                                                                          | 나가노현            | 기소군 나기소정     |
| 나기소 (CF 23)       | 298.0               |                                                                          | 나가노현            | 기소군 나기소정     |
| 다다치               | 304.3               |                                                                          | 나가노현            | 기소군 나기소정     |
| 사카시타             | 307.1               |                                                                          | 기후현 나카쓰가와시 | 기후현 나카쓰가와시 |
| 오치아이가와         | 313.2               |                                                                          | 기후현 나카쓰가와시 | 기후현 나카쓰가와시 |
| 나카쓰가와 (CF 19)   | 317.0               | 도카이 여객철도: 주오 본선 (나고야 방면)                                 | 기후현 나카쓰가와시 | 기후현 나카쓰가와시 |

#### 나카쓰가와 ~ 나고야
| 역명                 | 도쿄부터의 영업거리 | 접속노선 | 소재지   | 소재지       |
| -------------------- | ------------------- | --- | -------- | ------------ |
| 나카쓰가와 (CF 19)   | 317.0               | 도카이 여객철도: 주오 본선 (시오지리 방면) | 기후현   | 나카쓰가와시 |
| 미노사카모토 (CF 18) | 323.4               | | 기후현   | 나카쓰가와시 |
| 에나 (CF 17)         | 328.6               | 아케치 철도: 아케치 선 | 기후현   | 에나시       |
| 다케나미 (CF 16)     | 334.0               | | 기후현   | 에나시       |
| 가마도 (CF 15)       | 339.4               | | 기후현   | 미즈나미시   |
| 미즈나미 (CF 14)     | 346.8               | | 기후현   | 미즈나미시   |
| 도키시 (CF 13)       | 353.7               | | 기후현   | 도키시       |
| 다지미 (CF 12)       | 360.7               | 도카이 여객철도: 다이타선 | 기후현   | 다지미시     |
| 고코케이 (CF 11)     | 365.3               | | 아이치현 | 가스가이시   |
| 조코지 (CF 10)       | 368.8               | 아이치 환상철도: 아이치 환상 철도선 | 아이치현 | 가스가이시   |
| 고조지 (CF 09)       | 372.9               | | 아이치현 | 가스가이시   |
| 진료 (CF 08)         | 376.1               | | 아이치현 | 가스가이시   |
| 가스가이 (CF 07)     | 378.8               | | 아이치현 | 가스가이시   |
| 가치가와 (CF 06)     | 381.9               | 도카이 교통 사업: 조호쿠 선 | 아이치현 | 가스가이시   |
| 신모리야마 (CF 05)   | 384.6               | | 아이치현 | 나고야시     |
| 오조네 (CF 04)       | 387.1               | 나고야 철도: 세토 선 나고야시 교통국: 메이조 선 | 아이치현 | 나고야시     |
| 지쿠사 (CF 03)       | 389.8               | 나고야시 교통국: 히가시야마 선 | 아이치현 | 나고야시     |
| 쓰루마이 (CF 02)     | 391.3               | 나고야시 교통국: 쓰루마이 선 | 아이치현 | 나고야시     |
| 가나야마 (CF 01)     | 393.6               | 도카이 여객철도: 도카이도 본선 나고야 철도: 나고야 본선 나고야시 교통국: 메이조 선·메이코 선 | 아이치현 | 나고야시     |
| 나고야 (CF 00)       | 396.9               | 도카이 여객철도: 도카이도 신칸센·도카이도 본선·간사이 본선 나고야 철도: 나고야 본선(메이테쓰나고야역) 긴키 닛폰 철도: 나고야 선(긴테쓰나고야역) 나고야시 교통국: 히가시야마 선·사쿠라도리 선 나고야 임해 고속 철도: 니시나고야코 선 | 아이치현 | 나고야시     |